# Hroswitha
Hroswitha (även Roswitha, Hrotsvith), född omkring 932, död omkring 1002, var en sachsisk nunna.
Hroswitha skrev i benediktinerklostret i Gandersheim på latin ett antal legender i dialogform i viss mån efter mönster av Terentius, vars lustspel hon önskade uttränga. Hroswitha var sin tids lärdaste kvinna, stod kejsarhuset nära och skrev en historisk dikt om kejsar Otto.
Asteroiden 615 Roswitha är uppkallad efter henne.